# Adam Walach

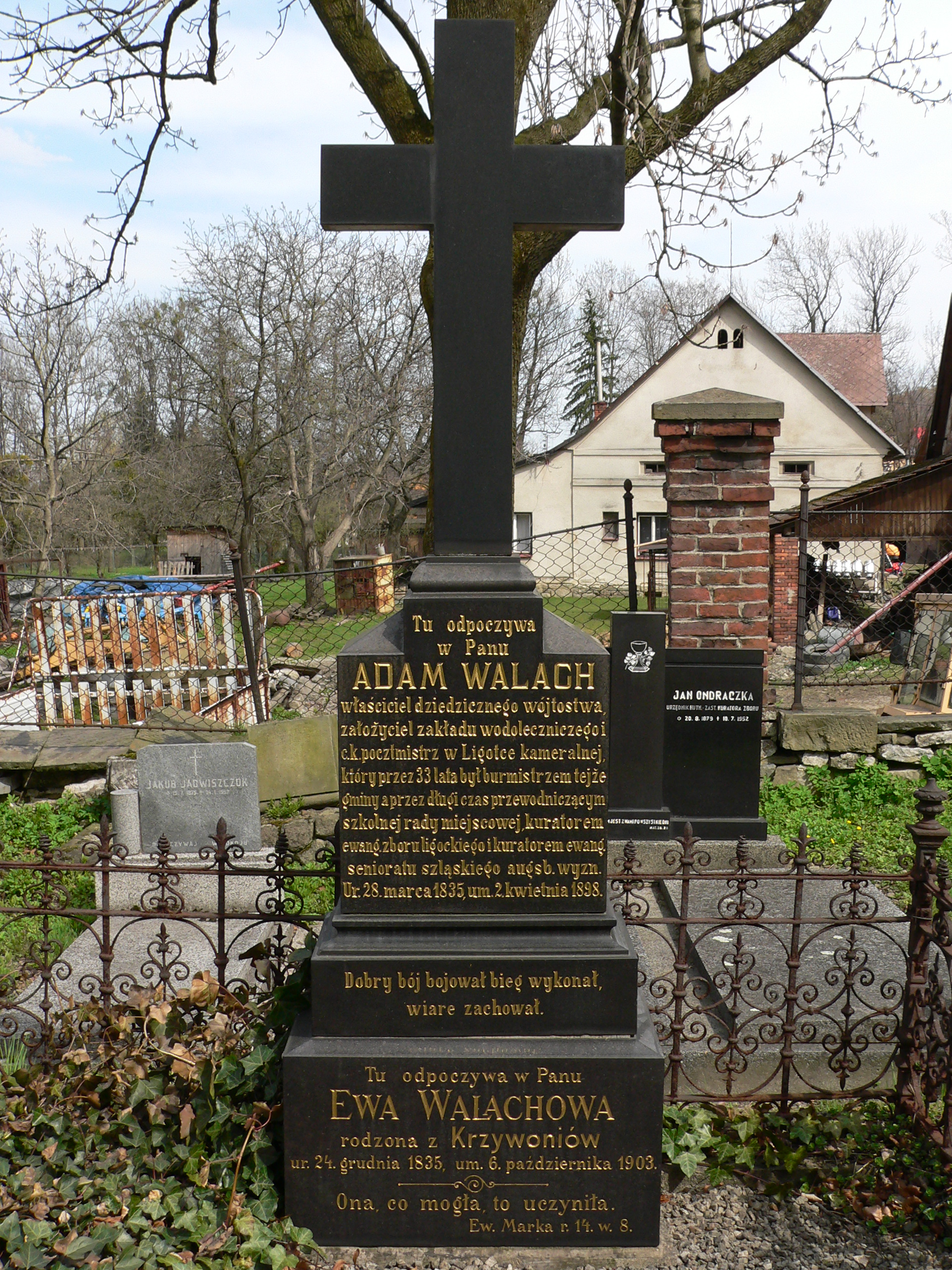
Hrob Walacha na evangelickém hřbitově v Komorní Lhotce

Adam Walach (28. března 1835, Komorní Lhotka – 2. dubna 1898, Těšín) byl slezský komunální politik a činovník evangelické církve.
Civilním povoláním byl poštmistrem. Působil 33 let jako starosta obce Komorní Lhotka; zastával také úřad kurátora evangelického sboru v Komorní Lhotce, úřad vedoucího školní rady v Komorní Lhotce a úřad seniorátního kurátora slezského seniorátu. V Komorní Lhotce založil v roce 1880 vodoléčebný ústav (stál na místě dnešního hotelu Premier).
Byl ženat s Evou, roz. Krzywoniovou (1835–1903). Jeho synem byl evangelický pastor a pomolog Paweł Jerzy Wałach (1865–1907), jeho dalším synem byl Karol Wallach (1862–1943), starosta Komorní Lhotky, jeho pravnukem byl chemik Günther Wilke (1925–2016).